# 프린세션 오케스트라
《프린세션 오케스트라》(일본어: プリンセッション・オーケストラ)는 UNISON과 킹레코드가 공동 제작한 일본의 오리지널 애니메이션이다. 2025년 4월부터 TV 도쿄 계열에서 방영 중이다.